# Francesco Barsanti
Francesco Barsanti (Lucca, Itàlia, 1690 - Londres, Regne Unit, 1775) fou un flautista, oboista, violista i compositor italià.

## Biografia
Se sap molt poc sobre els antecedents de Barsanti. El seu pare pot haver estat el llibretista d'òperes Giovanni Nicolao Barsanti (autor d'Il Temistocle), però aquesta possibilitat no ha estat mai prou demostrada. Francesco Barsanti va estudiar dret a Pàdua de jove, però va abandonar el dret per dedicar-se a la música. El 1714 va emigrar a Londres amb Francesco Geminiani, un altre músic de Lucca que era un pocs anys més gran que Barsanti. A Londres Barsanti va tocar l'oboè i la flauta dolça, i aviat va obtenir un lloc a l'orquestra d'òpera del Haymarket, on s'estaven representant les òperes de Händel. Nerici informa que va tornar breument a Lucca el 1717 i de nou el 1718 per tocar al Festival de la Santa Creu, "per un sou molt alt".
Segons John Hawkins i altres autoritats, el 1735 Barsanti va marxar de Londres cap a Edimburg, Escòcia, on va obtenir un lloc com a mestre a la Societat Musical d'Edimburg. Va romandre a Escòcia vuit anys, temps durant el qual es va beneficiar del suport (moral si no econòmic) de la jove Lady Erskine (Charlotte Hope), i es va casar amb una dona anomenada Jean, de la qual no es coneixen més dades. La Societat Musical d'Endimburg passà més tard uns moments econòmicament complicats i el 1740 es va veure obligada a reduir el sou de Barsanti de 50 lliures a l'any a 25 lliures i durant els tres anys següents va rebutjar dues de les sol·licituds de Barsanti d'un augment de sou. Finalment, Barsanti va tornar a Londres, després de 1743, amb la seva dona i la seva filla Jane (coneguda com a Jenny), però va trobar que havia perdut el seu lloc a la societat musical de Londres i es va veure obligat a ocupar un lloc de violista a l'orquestra de l'òpera de Händel. Va treure pocs ingressos de les seves composicions anteriors, i les dues obres que va compondre després del seu retorn a Londres no li van aportar gairebé res.
Va patir un ictus l'any 1772 en la vigília del debut de la seva filla Jenny al Covent Garden, i va morir tres anys més tard, entre l'1 i el 4 de maig de 1775 (vegeu Burney, F.). Va ser atès fins al final de la seva vida per la seva filla Jenny, una coneguda actriu als escenaris de Londres i Dublín.

## Llegat musical
Barsanti és conegut avui principalment pel seu conjunt de 6 sonates per a flauta de bec (Opus 1). Aquestes sonates van ser redescobertes a finals de la dècada de 1940 per Walter Bergmann, qui en va publicar tres per a Schott i es va convertir en un entusiasta promotor de Barsanti al llarg de la seva carrera. Les sonates són especialment apreciades pels flautistes de bec perquè són molt idiomàtiques. Bergmann ha dit que "no només mostren un coneixement inusual de la flauta dolça, com s'esperaria d'un mestre d'aquest instrument, sinó també una gran imaginació musical. Com a creacions musicals, no són inferiors a cap altra sonata de flauta dolça, incloses la de Händel; tècnicament, amb el seu redactat original refinat, són millors".
També és conegut entre els practicants de música popular tradicional pels vint-i-vuit aires escocesos de la seva Col·lecció d'antigues melodies escoceses, que va arranjar per a clavecí o instrument de melodia solista amb baix figurat. Aquesta obra la va dedicar a Lady Erskine.
Les altres obres de Barsanti són menys conegudes, però mostren un ventall d'estils musicals i un domini de les formes impressionants. Les seves Nou obertures (ca. 1730, editorial desconeguda) inclouen obres en els estils francès, alemany i italià; els seus deu Concerts Grossi (op. 3) contenen elements de fuga així com influències de la forma de la sonata da chiesa, i presenten un interessant grup concertino de trompes i timbals, amb les cordes al ripieno. Finalment, les Sei Antifones ("Sis antifonies"), que es troben entre les darreres obres publicades de Barsanti, el mostren com un compositor madur amb un estat d'ànim reflexiu i contemplatiu. Van ser compostes, segons Stenhouse, poc abans de la seva marxa d'Escòcia del 1743 i estaven dedicats a Lady Catherine Charteris, una jove d'uns 20 anys d'edat, possiblement escrites a petició d'ella, a l'estil de Palestrina.

## Llistat d'obres

### Sonates
- 6 Sonates per a flauta de bec i continu Op. 1 (1727, Walsh & Hare, Londres)
- 6 Sonates per a flauta alemanya i continu Op. 2 (1728, Ben Cooke, Londres; 1732 I. Walsh [com a 'opus 3'], Londres)
- Sis sonates per a dos violins, violoncel i baix continu fetes amb solos de Geminiani (sense data), Ben Cooke, Londres

### Obres orquestrals
- 10 Concerts Grossi Op. 3 (1742, Alexander Baillie, Edimburg)
- Nove Obertura a quattro. Due Violini, Viola i Basso (c. 1730; editor desconegut)
- 6 Concertos da notturni Op. 6 (un conjunt de sis concerts grossi arranjats a partir de sonates de Giovanni Battista St-Martini [Sammartini] (publicats per I. Walsh en diverses impressions, només algunes mostren el nom de Barsanti a la portada).

### Motets
- 6 Antífones Op. 5 (c. 1742, publicat posteriorment per [Peter] Welcker, Londres, data desconeguda, però no abans de 1762)
  - Ne reminiscaris Domine Delicta nostra
  - Inter iniquos projecterunt me
  - M'aspergeix
  - Agios o Theos
  - De profundis
  - Lauda Jerusalem

### Altres
- Col·lecció d'antigues melodies escoceses (1742, Alexander Baillie, Edimburg)
- Fye què vol dir que estàs borratxo

Els registres de les societats musicals per a les quals va treballar mostren que Barsanti també va compondre música incidental per a teatre, però aquestes peces s'han perdut.

## Enregistraments
- Sonate per a flauto solista amb baix Op. I, 1724, Arcadia Ensemble, Symphonia SY 93S18 (1994)
- Sis sonates Op. 2 per a flauta travessera, Auser Musici, Carlo Ipata, solista i director, Agorà AG 157.1 (1998)
- Sis Concerti Grossi (de la Sonata Nocturna Op. 6 de GB Sammartini - 1757), Banchetto Musicale, Il Piacere, Dynamic 213 (1998)
- Concerts Grossi, Op. 3 (núms. 1, 4, 6, 7, 10), Auser Musici, Carlo Ipata, director, Tactus Records TC.690201 (2003)
- Italian Musicians In London (amb 6 antigues melodies escoceses i Sonata Op. 2 núm. 6), Arts Production 471412 (1995/2006)
- Toca'm les meves cançons (amb obertura Op. 4 núm. 2), Il Falcone Ensemble, Dynamic 612 (2008)
- Edimburg 1742 - Barsanti & Handel (amb Concerti Grossi Op. 3 núms. 1-5), Ensemble Marsyas, Linn CKD567 (2017)